# Journée internationale de la francophonie
La Journée internationale de la francophonie est une célébration mondiale d'une journée de l’Organisation internationale de la francophonie (OIF) ayant lieu le 20 mars de chaque année.

## Historique
Cet événement a été créé en 1988 comme un moyen pour les 70 États et gouvernements de l’Organisation internationale de la francophonie (OIF) de célébrer leur lien commun — la langue française — aussi bien que leur diversité. Cette journée consacrée à la langue française qui unit 320 millions de locuteurs est l’occasion pour les francophones du monde entier de fêter leur solidarité et leur désir de vivre ensemble, dans leurs différences et leur diversité, partageant ainsi les valeurs de la francophonie.
La date choisie pour cette célébration est l’anniversaire de la création de la première organisation francophone, l’Agence de coopération culturelle et technique, lors de la conférence de Niamey en 1970.
En mars, autour de cette journée, l’Organisation internationale de la francophonie et plusieurs pays organisent la Semaine de la langue française et de la francophonie.

## Journée de la langue française (ONU)
Le 20 mars, est aussi célébrée la Journée de la langue française aux Nations unies, une initiative de l’ONU (Département de l'Information) pour chacune de ses langues officielles.